# Туркродж
Туркродж (тадж. Турки Роҷ) — посёлок в Пенджикентском районе Согдийской области Таджикистана.
Административно входит в состав джамоата Амондара. 

## История
Посёлок впервые был описан в 1904 году. 